# Албуцано
Албуца̀но (на италиански: Albuzzano, на местен диалект: Albusan, Албусан) е малко градче и община в Северна Италия, провинция Павия, регион Ломбардия. Разположено е на 76 m надморска височина. Населението на общината е 3526 души (към 2010 г.).